# Jackson Guice
Jackson « Butch » Guice, né le 27 juin 1961 à Chattanooga (Tennessee) et mort le 1er mai 2025 à Cincinnati (Ohio), est un dessinateur de comics américain actif depuis les années 1980 jusqu’en 2025.

## Biographie

### Débuts
Ayant grandi dans les années 1960, Jackson Guice était fan de Ray Harryhausen dont l'influence peut être vue dans certains des projets de Guice dont Olympus publié par Les Humanoïdes.

### Années 1980
Jackson Guice commence sa carrière en publiant dans des fanzines et en designant des emblèmes pour des petites sociétés de Caroline du Nord. Il dessine et encre, sous son nom, son premier comics le numéro 1 de  Southern Knights en novembre 1982, mais avait précédemment servi de nègre littéraire pour Pat Broderick sur le premier annual de Rom. Le responsable éditorial Al Milgrom lui propose ensuite de dessiner les Micronautes. Guice dessine cette série jusqu'au numéro 58 daté de mai 1984.
En juillet 1983, The Butch Guice Portfolio apparaît dans les pages du neuvième numéro de Marvel Fanfare et Guice contribue à The Official Handbook of the Marvel Universe puis à la mini-série X-Men et les  Micronautes de Chris Claremont et Bill Mantlo. Il dessine alors différents numéros pour plusieurs comics. En 1984, il dessine l'adaptation pour Marvel Comics de Indiana Jones and the Temple of Doom et encre Dazzler. En 1986, il dessine X-Factor, et participe aussi à la série Les Nouveaux Mutants. En 1987 Guice collabore avec Mike Baron sur différents comics indépendants dont Badger, Nexus et The Chronicles of Corum puis sur différents projets pour DC Comics. Il dessine Teen Titans Spotlight 7 et 8, avant de se voir confier la série The Flash relancée après la maxi-série Crisis on Infinite Earths. Guice dessine 10 des 11 premiers numéros de la série.
En 1988-89, Guice produit une série de couvertures pour la série de réimpressions 2000 AD Showcase  qui reprend des épisodes de 2000 AD publié par Quality Comics/Fleetway tout en dessinant la série Iron Man pour Marvel. En 1989, il devient l'artiste de la série Doctor Strange, Sorcerer Supreme.

### Années 1990
En 1991, Jackson Guice reprend le dessin de la série Nick Fury: Agent of S.H.I.E.L.D., avant de revenir chez DC. Guice dessine  Action Comics du numéro 676 au 711 (avril 1992-juillet 1995) et travaille avec les scénaristes Roger Stern et David Michelinie. Durant cette période, Guice et Stern (avec, entre autres, le responsable éditorial Mike Carlin et les scénaristes Dan Jurgens et Louise Simonson) sont les auteurs de l'histoire la mort de Superman. Stern et Guice introduisent le personnage de Eradicator dans l'histoire "Reign of the Supermen" qui commence avec le numéro 50 de The Adventures of Superman  publié en juin 1993. Par la suite, Stern et Guice collabore à Supergirl.
Tout en dessinant Action Comics, il travaille aussi avec James Robinson sur la mini-série publiée par Dark Horse Comics The Terminator: Endgame (Septembre–Octobre 1992) et sur le premier numéro d'Aliens/Predator: The Deadliest of the Species scénarisé par Chris Claremont en 1993.
À la fin de 1995, Jackson Guice passe chez Valiant Comics et devient le dessinateur régulier d'Eternal Warrior.
De décembre 1996 à février 1997, Jackson Guice dessine la mini-série en 4 épisodes DC/Marvel: All Access ) qui suit le cross-over DC Versus Marvel/Marvel Versus DC. Il est aussi l'un des nombreux artistes à participer à l'épisode du mariage de Superman et Lois Lane dans Superman: The Wedding Album de décembre 1996. En mai 1997, Guice lance Resurrection Man avec les scénaristes Dan Abnett et Andy Lanning dessinant les 27 épisodes et en encrant la plupart d'entre eux.

### Années 2000
En mars 2000, Jackson Guice devient l'artiste de Birds of Prey des numéros 15 à 34. Après cela il quitte DC et travaille pour CrossGen. Il lance Ruse avec le scénariste Mark Waid en  novembre 2001 et y reste jusqu'à la fin de la série au numéro 26 publié en janvier 2004. Il travaille ensuite avec  Warren Ellis sur une histoire en six parties mettant en scène la Justice League puis dessine 8 épisodes de Aquaman sur des scénarios de Kurt Busiek. En 2007, il passe chez Marvel et dessine plusieurs séries dont  The Invincible Iron Man puis Captain America. En 2015, il reçoit le prix Inkpot.

### Vie privée
Butch Guice et son épouse Julie ont une fille prénommée Elizabeth Diane, née en 1988.